# Fred W. McDarrah
Fred W. McDarrah, celým jménem Frederick William McDarrah, (5. listopadu 1926 – 6. listopadu 2007) byl americký fotograf.

## Život a kariéra
Narodil se v Brooklynu a svůj první fotoaparát si koupil za 39 centů na newyorské světové výstavě v roce 1939. Během druhé světové války působil jako výsadkář v Japonsku, kde se později začal profesionálně věnovat fotografování. V roce 1954 získal titul BA z žurnalistiky na Newyorské univerzitě. Zanedlouho se stal redakčním fotografem týdeníku The Village Voice. Zemřel ve spánku ve věku 81 let.